# 비크로프트청서
비크로프트청서 또는 비크로프트날다람쥐(Anomalurus beecrofti)는 비늘꼬리청서과에 속하는 설치류의 일종이다. 일부 저자는 비크로프트청서속(Anomalurops)의 유일종으로 분류하기도 한다. 앙골라와 카메룬, 콩고공화국, 콩고민주공화국, 코트디부아르, 적도기니, 가봉, 가나, 기니, 기니비사우, 라이베리아, 나이지리아, 세네갈, 시에라리온, 토고, 우간다 그리고 잠비아에서 발견된다. 자연 서식지는 아열대 또는 열대 기후 지역의 건조림과 습윤 저지대 숲 그리고 농장이다. 서식지 파괴로 위협을 받고 있지만, 넓은 지역에 흔하게 분포하는 종으로 국제 자연 보전 연맹(IUCN)은 보전 상태를 "관심대상종"으로 분류하고 있다.

## 특징
비크로프트청서는 중형 크기의 청서로 몸길이는 28cm이고 꼬리 길이는 21cm이다. 털은 부드럽고 굵으며, 상체는 회색 바탕에 줄무늬가 있으며 하체는 광택이나 나는 오렌지식 또는 희끄무레한 색의 연한 회색을 띤다. 머리 위에 희미한 반점이 있고 목덜미에도 있다. 비막은 앞발부터 뒷다리까지 그리고 꼬리 앞까지 이어진다. 상체는 털로 덮여 있지만 아랫쪽은 털이 거의 없다. 꼬리는 검고, 밑면 근처에 16~18개의 비늘이 있다.